# Boleslav II.
Boleslav II. Pobožný (932? – 7. února 999) byl český kníže z rodu Přemyslovců v letech 967/972–999, podle kronikáře Kosmy „muž nejkřesťanštější, otec sirotků, ochránce vdov, utěšitel zarmoucených“.

## Původ
Boleslav II. byl syn Boleslava I. Ukrutného a jeho choti Biagoty, bratr Strachkvase, Doubravky a ctihodné Mlady Marie. Není známo, kdy přesně se Boleslav narodil, jen to, že byl starší než Strachkvas, který se prý narodil v den smrti svatého Václava, tedy zřejmě 28. září 935, popřípadě ještě 929. Z toho se odvozuje, že Boleslav se narodil před rokem 935.
Jak udává kronikář Widukind z Corvey, v roce 950, když Ota I. Veliký chystal vojenskou výpravu do Čech, setkal se s Otou Boleslav I. se synem. Není samozřejmě jisté, zda tím synem nutně byl Boleslav II.

## Český stát v době Boleslava II.

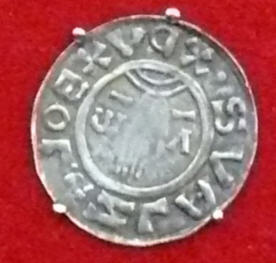
Denár Boleslava II. (ethelredský typ)

Za Boleslavovy vlády tvoří území českého státu Čechy vyjma Chebska, do přemyslovského státu patří rovněž Olomoucko, část Slezska, Krakovsko a tzv. Červené hrady (nebo Červená Rus) v dnešním jihovýchodním Polsku, východní výspy panství dosahují až k řece Bug. Boleslavská říše tedy mohla být rozsáhlejší než dnešní ČR, na většině jejího území však Přemyslovci nevládli přímo. Smyslem východního směřování expanze bylo ovládnutí kontinentální obchodní stezky mezi Norimberkem a Kyjevem, z jejíž kontroly plynuly pro českého knížete velké zisky.
V roce 973 bylo zřízeno pražské biskupství, které bylo podřízeno arcibiskupství v Mohuči. Pražské biskupství pro českého panovníka znamenalo větší váhu na mezinárodním politickém poli a také větší politickou (ale hlavně církevní) nezávislost. Prvním biskupem se stal saský mnich Dětmar, druhým byl od roku 982 Vojtěch z rodu Slavníkovců. Následovaly neustálé spory biskupa s knížecím dvorem. V roce 992 nicméně Vojtěch přijal od knížete edikt, který mu povoloval rozlučovat manželství mezi příbuznými, stavět kostely a vybírat desátky.
Procírkevní politika Boleslava II. i jeho otce vedla začátkem 70. let k založení prvního kláštera na českém území – u Sv. Jiří na Pražském hradě. Jeho první abatyší se stala druhá sestra knížete Mlada Marie, která se díky cestě do Říma (ještě za vlády otce, Boleslava I.) a osobní přímluvě u papeže Jana XIII. přímo zasadila o vznik kláštera. Za vlády Boleslava II. byl roku 993 také založen první mužský klášter v Čechách – benediktinský klášter v Břevnově. Těsně před svou smrtí (7. února 999) založil Boleslav II. ještě klášter sv. Jana na Ostrově u Davle.

## Zahraniční politika

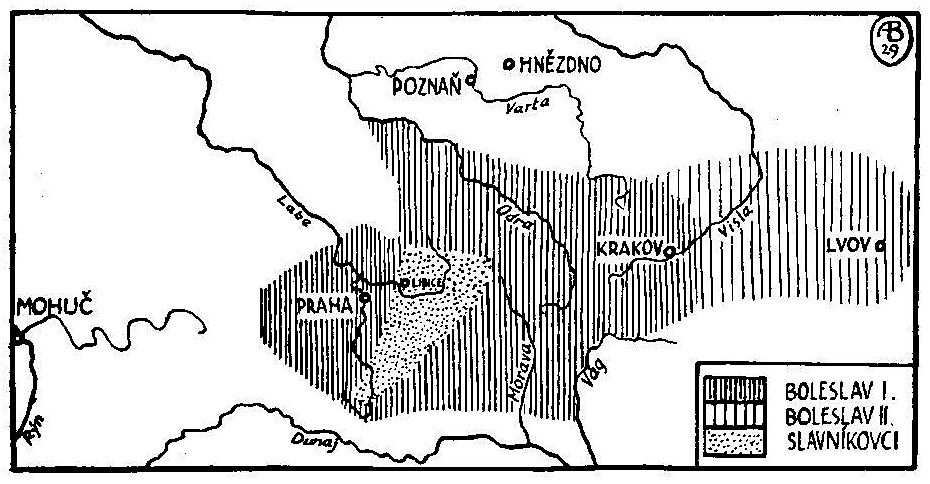
České knížectví za Boleslava I. a Boleslava II.

Boleslav II. byl mocným středoevropským panovníkem a dlouho udržoval dobré vztahy s polským knížetem Měškem I., který měl za manželku jeho další sestru Doubravku. Po její smrti se ale vztahy s Polskem zhoršily. Roku 990 byly boje s Měškem I. ukončeny smírem. Po nástupu Boleslava Chrabrého na polský trůn se Boleslav II. vzdal Slezska a Krakovska; roku 981 Boleslav II. utrpěl územní ztráty v severním Podněstří (Přemyšl).
Nejvýchodnější území pak Boleslav II. ztratil po nástupu Vladimíra Velikého na ruský knížecí stolec.
- 973–974 – Boleslav podpořil bavorského vévodu Jindřicha II. Svárlivého proti císaři Otovi II. ve sporu o následnictví v říši, Otu neuznal stejně jako polský kníže Měšek I.;
- 975–978 – další boje s císařem Otou II., vzájemné vpády na území. Oba panovníci se ale nakonec usmířili;
- 984 – po smrti Oty II. podpora Jindřicha II. Svárlivého v jeho snaze stát se císařem;
- 992 – spolu s Otou III. tažení proti Polabským Slovanům.

## Přemyslovci a Slavníkovci

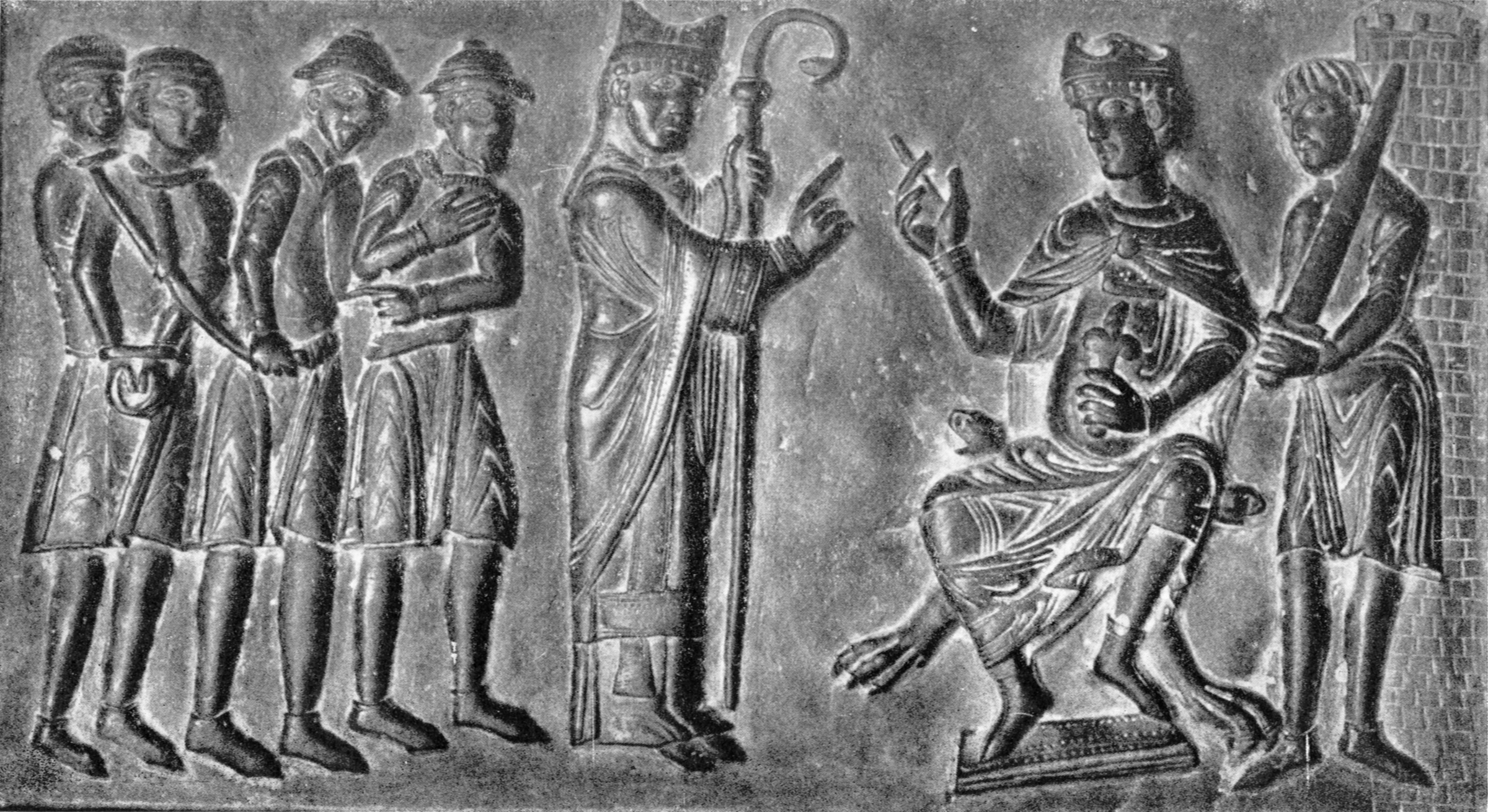
Sv. Vojtěch žádá knížete Boleslava II., aby nebyli do otroctví prodáváni křesťanští zajatci (detail z vrat v katedrále v Hnězdně)

28. září 995 přemyslovská vojska dobyla Libici nad Cidlinou a vyvraždila přítomné Slavníkovce, čímž bylo dovršeno politické sjednocení Čech. Boleslavovi družiníci využili jeho nemohoucnosti (pravděpodobně po záchvatu mrtvice) a vyvražděním Slavníkovců ho tak postavili před hotovou věc.
Pojem Slavníkovci se objevil v české historiografii v 2. polovině 19. století. Během následujícího více než století se stal jedním z nejdiskutovanějších pojmů a dodnes jím i zůstává. Slavníkovce znal a tento název poprvé použil František Palacký, ale až německá historiografická škola, ke které patřil Johann Loserth, Bertold Bretholz nebo Julius Lippert vytvořila teorii dualismu – tedy, že v 2. polovině 10. století existovaly v Čechách dva mocensky si rovné knížecí rody – Přemyslovci a Slavníkovci.
Tyto spolu podle této teorie soupeřili o moc nad vznikajícím českým státem a toto soupeření bylo ukončeno násilným vpádem na jedno ze slavníkovských hradišť, kde byla velká část rodu včetně žen a dětí zabita (přežil pouze biskup sv. Vojtěch, hlava rodu „dux“ Soběslav a jejich nevlastní bratr Radim). Toto jejich zničení ukončilo sjednocení Čech a stálo u založení českého státu pod vládou Přemyslovců.[zdroj?]
Koncepci o dvou mocenských útvarech převzala Gollova škola (především historik Václav Novotný) a archeologicky ji svými výzkumy na hradišti Libice potvrdil i archeolog Rudolf Turek. Vlivem vědecké autority Rudolfa Turka se na této teorii nic nezměnilo až do jeho smrti na počátku 90. let. Poté vystoupil s vážnými pochybami jeho žák Jiří Sláma.
Dnes mezi odborníky převládá názor, že Slavníkovci byli blízcí příbuzní Přemyslovců, Liudolfingů (Otonů) a zlických knížat, nebo dosazení správci v oblasti Trstenické stezky. Trstenická stezka byla v 10. století mezinárodní magistrálou spojující západní a východní Evropu, po které proudilo zboží (kožešiny, sůl, otroci, luxusní zboží atd.). Český kníže z tohoto obchodu musel mít obrovské zisky.

## Rodina
Dohady panují i ohledně Boleslavovy manželky či manželek. Numismatik Pavel Radoměrský přišel v roce 1953 s hypotézou, že když si císař Ota I. Veliký bral v roce 929 nebo 930 Edith, jednu z dcer anglického krále Ethelstana (925–939), byl přítomen také český kníže Václav. Ten měl odvést mladší sestru Edith jménem Elfgifu (Aldgithu) do Čech jako nevěstu pro svého synovce Boleslava II.
Radoměrský se při tvorbě své teorie opíral o denáry anglosaského typu s domnělým nápisem ADIVEA na obvodu. Pozdější numismatické bádání však ukázalo, že mince nejsou anglosaského typu (hlava ženy na nich je ve skutečnosti hlava Krista a motiv je odvozen z byzantizujícího otonského umění) a nápis je zkomolené jméno Boleslava II., kdy tzv. proškrtnuté D lze číst jako B a V je ve skutečnosti L.[zdroj?] Další mezera Radoměrského hypotézy tkví v tom, že v době svatby Oty I. zřejmě nebyl Boleslav II. ani na světě.
Nejstaršího syna Boleslava III. měl nejspíš Boleslav II. se svou první ženou. V knize Přemyslovci, budování českého státu jsou další tři jeho synové, Jaromír, Oldřich a Václav Přemyslovec, uváděni u neznámé druhé manželky s tím, že se usuzuje na více manželek z předpokládaného rozmezí dat narození Boleslavových synů.

## Po smrti Boleslava II.
Boleslav II. zemřel ve věku zhruba 65 let. Pochován je v bazilice sv. Jiří na Pražském hradě (pod podlahou v ose hlavní chrámové lodi). Už za vlády Boleslava II. probíhal úpadek státu následně podpořený rozkoly mezi jeho třemi syny. Polský panovník Boleslav Chrabrý se zmocnil nejen Krakovska a Moravy, ale na nějaký čas dokonce i samotných Čech.

## Potomci
- Boleslav III. (965?–1037), český kníže

∞ N.N.
- Jaromír († 1035), český kníže
- Oldřich († 1034), český kníže

∞ N.N. (někdy uváděna Němka Jutta): zapuzena
∞ Božena
- Václav Přemyslovec

## Genealogie
| Vratislav I. nar. 888 zm. 13. února 921 | Vratislav I. nar. 888 zm. 13. února 921 |                              |                              | Drahomíra ze Stodor zm. po 935 | Drahomíra ze Stodor zm. po 935 |  |  | ? | ? |          |          | ? | ? |
|                                         |                                         |                              |                              |                                |                                |  |  |   |   |          |          |   |   |
|                                         |                                         |                              |                              |                                |                                |  |  |   |   |          |          |   |   |
|                                         |                                         | Boleslav I. nar. 915 zm. 972 | Boleslav I. nar. 915 zm. 972 |                                |                                |  |  |   |   | Biagota? | Biagota? |   |   |
|                                         |                                         |                              |                              |                                |                                |  |  |   |   |          |          |   |   |
|                                         |                                         |                              |                              |                                |                                |  |  |   |   |          |          |   |   |
|                                         |                                         |                              |                              |                                |                                |  |  |   |   |          |          |   |   |

|                                                        |                                                        | 3.? chotí královna Emma nar. před 950, asi 948 zm. 1005/1006 OO asi 989 | 3.? chotí královna Emma nar. před 950, asi 948 zm. 1005/1006 OO asi 989 | Boleslav II. nar. asi 932 zm. 7. února 999          | Boleslav II. nar. asi 932 zm. 7. února 999          |                                                              |                                                              |  |  |
|                                                        |                                                        |                                                                         |                                                                         |                                                     |                                                     |                                                              |                                                              |  |  |
|                                                        |                                                        |                                                                         |                                                                         |                                                     |                                                     |                                                              |                                                              |  |  |
|                                                        |                                                        |                                                                         |                                                                         |                                                     |                                                     |                                                              |                                                              |  |  |
| Boleslav III. z 1. nezn. manž, nar. okolo 965 zm. 1037 | Boleslav III. z 1. nezn. manž, nar. okolo 965 zm. 1037 | Jaromír asi z 2. nezn. manž., zm. 4. listopadu 1035                     | Jaromír asi z 2. nezn. manž., zm. 4. listopadu 1035                     | Oldřich snad z 2. nezn. manž, zm. 9. listopadu 1034 | Oldřich snad z 2. nezn. manž, zm. 9. listopadu 1034 | Václav z 1. nezn. manž, nar. 60. léta 10. stol. zm. před 999 | Václav z 1. nezn. manž, nar. 60. léta 10. stol. zm. před 999 |  |  |